# Кинг, Леон
Леон Томсон Кинг (англ. Leon Thomson King; род. 14 января 2004, Глазго) — шотландский футболист, защитник клуба «Рейнджерс».

## Клубная карьера
Леон присоединился к академии «Рейнджерс» ещё в раннем возрасте. В 15 лет его отмечали как одного из самых талантливых игроков шотландской академии. Дебютировал в чемпионате Шотландии в сезоне 2020/2021.

## Карьера в сборной
Выступал за сборные Шотландии до 16, до 17 лет и до 21 года.

## Достижения

### «Рейнджерс»
- Чемпион Шотландии: 2020/21[4]
- Обладатель Кубка Шотландии: 2021/22[5]
- Обладатель Кубка шотландской лиги: 2023/24[6]